# Chemistry of Heterocyclic Compounds
Chemistry of Heterocyclic Compounds (Химия гетероциклических соединений; abrégé en Chem. Heterocycl. Compd.) est une revue scientifique à comité de lecture traduit de la revue publiée en russe Khimiya Geterotsiklicheskich Soedineny. Ce journal publie des articles de recherches originales dans le domaine de la chimie des hétérocycles.
D'après le Journal Citation Reports, le facteur d'impact de ce journal était de 0,621 en 2014. Le directeur de publication est Ivars Kalvins.